# Jan Jacob Rochussen
Jan Jacob Rochussen (Etten-Leur, 1797 – L'Aia, 21 gennaio 1871) è stato un politico olandese, primo ministro dei Paesi Bassi dal 18 marzo 1858 al 23 febbraio 1860.

## Biografia
Dopo aver combattuto come volontario contro l'esercito di Napoleone, lavora come esattore delle imposte a Schiedam, 's-Hertogenbosch, Rotterdam e Amsterdam.
Nel 1826 viene assunto come segretario alla Camera di Commercio di Amsterdam ma pochi mesi dopo si trasferisce presso un'entrepôt.
Grazie all'amicizia con il re Guglielmo I Rochussen viene nominato Ministro delle Finanze ma fu presto costretto a dimettersi dopo che una sua proposta di risanamento del bilancio venne bocciato dal Parlamento.
Rochussen venne in seguito nominato inviato speciale a Bruxelles e nel 1845 venne chiamato a ricoprire la carica di Governatore generale delle Indie Orientali Olandesi. Si trasferisce dunque a Batavia (l'odierna Giacarta).
Nel maggio 1851 Rochussen torna in patria, eletto in parlamento in rappresentanza di Alkmaar.
Nel 1858 venne nominato primo ministro.